# Palazzo Vitturi

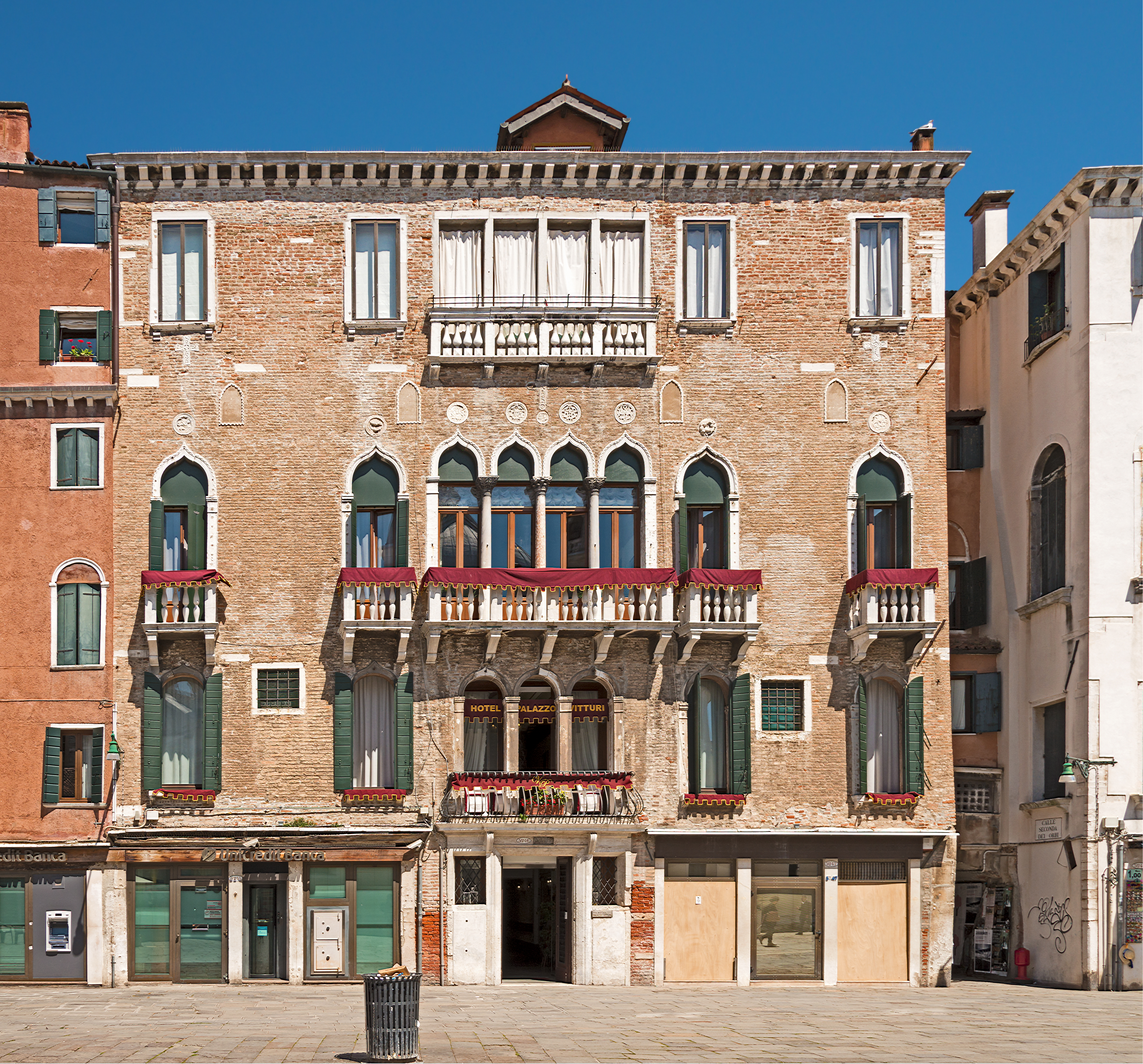
Palazzo Vitturi

Palazzo Vitturi ist ein Palast in Venedig in der italienischen Region Venetien. Er liegt im Sestiere Castello am Campo Santa Maria Formosa neben dem Ca’ Venier. Auf diesem Platz ist er das älteste Gebäude.

## Geschichte
Der Palazzo Vitturi ist ein sehr altes Gebäude: Er wurde in der zweiten Hälfte des 13. Jahrhunderts erbaut. Über die Jahrhunderte wurde er mehrmals umgebaut und modernisiert, was aber die ursprüngliche Struktur nicht beeinträchtigt hat.
Heute ist er in gutem Erhaltungszustand und beherbergt ein Hotel und Geschäfte.

## Beschreibung
Die Fassade des Palastes ist venezianisch-byzantinisch und stammt aus dem 13. und 14. Jahrhundert.
Besonders interessant sind die Fensteröffnungen und Verzierungen des Hauptgeschosses: Dort gibt es ein Vierfachfenster mit Spitzbögen, flankiert von zwei Paaren von Einfachfenstern mit Kielbögen, um die herum man noch Fliesen und Halbreliefe des ursprünglichen Gebäudes sehen kann. Die Baluster, mit denen die Fenster ausgestattet sind, beziehen sich auf spätere Epochen (16.–17. Jahrhundert).
Im Zwischengeschoss sollte ein kleines Dreifachrundbogenfenster in der Mitte hervorgehoben werden.
Das oberste Stockwerk mit seinen rechteckigen Fensteröffnungen stammt aus einer späteren Zeit als der Rest des Komplexes; auch das Erdgeschoss hat seine ursprünglichen Merkmale verloren.
Im Inneren sind im Hauptgeschoss Fresken erhalten.